# 덧널무덤
덧널무덤은 나무로 관을 넣어 두는 널방을 만든 무덤이다. 널무덤(목관묘) 이후 형태의 묘제이며, 널(관)과 껴묻거리를 감싸는 목곽을 매장했다는 점에서 널무덤과 구별된다. 널무덤보다 더 많은 노동력이 필요한 것으로 여겨지며, 더 발전된 형태의 묘제로 여겨진다. 목곽묘(木槨墓) 또는 목곽분(木槨墳)이라고도 한다. 신라에서는 이후 돌무지 덧널무덤으로 발전하였다.

## 한국의 덧널무덤

### 낙랑의 덧널무덤
낙랑 고분의 외형은 대개 신라시대(周漢時代)의 방대형(方臺形)을 따르고 있는데, 내부구조에 있어서는 목곽분과 전축분(塼築墳) 두 가지로 구분된다. 이 중 목곽분은 지표면 아래에 구조를 두고 곽실(槨室)을 광저(壙底), 벽 모두 각목재(角木材)를 써서 쌓아 두른 가옥형 분묘 곽실 밖의 다른 곳에 부장품을 수용했고 별곽(別槨)을 따로 둔 분묘도 있다. 목질은 부패하기 쉬우나 일부 분묘는 봉토(封土)를 통해 괴어 든 지하수가 목질 보관을 용이하게 하여 원형에 가까운 형태로 보관된 예도 있다.

### 신라의 덧널무덤
신라를 비롯한 영남지역에서는 서기 2세기부터 목관묘가 목곽묘로 변화되는 양상이 나타난다. 이후 자연석을 쌓은 뒤 흙으로 덮은 형태의 돌무지 덧널무덤이 나타난다.

## 같이 보기
- 돌무지무덤